# 詹·孔诺雍
詹·孔诺雍 (1909年1月19日—2000年9月10日） 是位八戒女。她创建了法身寺。宗教学者-蕾切尔·斯科特（Rachelle Scott）曾描述她是在泰国“最具影响力的女性静坐导师”。:503 她的学生都尊称她为“大宝优婆夷詹·孔诺雍老奶奶”）, 此尊称的意思是“伟大的优婆夷老奶奶师父」。 在寺院里，大家都称她为：“老奶奶师父”或“老奶奶”。虽然老奶奶不知字，但她的静坐造诣却是备受尊崇，而且她又身为一位泰国八戒女。这也是极其罕见的。虽然她生于农村，又不知字。但是她仍然能够吸引许多受过良好教育的弟子前来与她学习。 一些学者常詹·孔诺雍八戒女为例。泰国佛教中女性的地位，可能会比人们曾认知的更为复杂。

## 早年生活
1909年1月19日，詹·孔诺雍出生于泰国佛统府，一个中层阶级的农业家庭里。 她的父亲名叫“剖”，母亲叫“潘”。:263 她未曾接受过正式教育，因在当时泰国的妇女能接受正式教育者，并不普遍。 在她的童年时候，就已开始参与家中的农务与家务。有一天，父亲因喝了醉，与父母起了争执。她试图软化母亲对父亲具侮辱性的言语，但却因此而惹恼了父亲。父亲诅咒詹·孔诺雍将来会“耳聋”五百世。在那个时代的泰国人都深信，父母的言语不仅神圣，而且通常都会应验。1921年，詹·孔诺雍的父亲意外临终时，她仍然想获得父亲的原谅。她自己也相信，获得父亲的原谅，将会化解并消除其被诅咒耳聋五百世的业力。:71:264
1927年，詹·孔诺雍听闻在吞武里县，有位静坐大师，能利用静坐的方式与已往生者进行沟通。 他就是北榄寺祖师。为了能实现与已往生见面的心愿，詹·孔诺雍父亲往生在八年后离开家，到曼谷寻找能进入“北榄寺”的方式。北榄寺祖师就住在哪里。首先，詹·孔诺雍住在曼谷的阿姨家。过后，为了让自己较容易接触到北揽寺。詹·孔诺雍就决定，到一户经常有北榄寺静坐老师造访的家庭里当女佣。她来到曼谷萨攀邯的丽普·西坎查纳兰(Liap Sikanchananand)一户护持北榄寺的富裕家庭，那是通素绅邓办八戒女（詹·孔诺雍学习静坐的启蒙老师）经常造访并教导静坐的地方。不久，通素老师也亲自教导詹·孔诺雍学习静坐，且詹·孔诺雍在研习入法身法门静坐法的造诣上，也进步神速。法身法门传承体系的学生们，都相信她最终也证得被称为“证得法身”的静坐境界，并能以此法门与其已往生的父亲联络上。:72
法身寺常以詹·孔诺雍八戒女不识字为例，来说明她之所以能成为一位杰出的精神领袖，是依靠她在性格和心灵上的成熟，而非学术性的知识。:75 法身寺的传记中，曾提到说“在她幼年时，曾把广阔的田地，当做一间教室。”:14

## 北揽寺的生活
1938年，在获得女雇主的允许后，詹·孔诺雍首次被通素老师带去拜见北榄寺祖师。她原本打算在北榄寺中住一个月。在见到北榄寺祖师时，他对她说一句“你来迟了！”，犹如他们俩曾彼此认识对方。 他准许她在未经考核或测试下，直接加入在北榄寺内的一组静坐深修团队。这实属非比寻常。 这项特权并未获得寺院内其他人的认同，然而，刚开始她也曾被人看不起。虽然遭遇了这些障碍，但她仍然能在第一个月内，在静坐修行上有所进展，心能静定下来，并被给予一个特别的静坐座位。 那是用来训练正念的座位，它被视为是在静坐内在经验上有所成就者的象征。:40–4 在她向雇主请假到北榄寺的时段结束之前，詹·孔诺雍就决定出家为剃度八戒女并继续留在北榄寺。她与通素老师也在同一天一起出家为剃度八戒女。 在法身寺的文献记载，詹·孔诺雍八戒女很快就成为了北榄寺祖师最优秀的弟子，且被他赞叹为“独一无二”。:72–4 在那时候，她已很出名了，因为人们都相信她懂得如何对已往生者进行“回向”功德的方法、分析个人的“业”，以及通过静坐修行而获得“神通”。:72–4 一些研习者相信詹·孔诺雍八戒女在第二次世界大战期间曾防止泰国被轰炸了几次。 然而，其他寺院却对此有争议，他们质疑詹·孔诺雍八戒女被誉为在“法身法门”修为最精湛的弟子，并声称一个文盲是无法在静坐修行上，达到如此的境界。:133–4
北榄寺祖师会经常委派詹·孔诺雍八戒女到不同县，去教导不同的团队。但因为她缺乏正式的教育，有时候她会对此感到不自在。但最后，她也能胜任有余。 她也成为一位能够讲解那些难于指导与解释静坐方面课题的导师。 她也注重于自律与道德培训，例如：尊敬与耐心。:273–80 虽然詹·孔诺雍八戒女有时会远行，有时也协助教导法身法门。但大部分的时间，她都花在静坐修行上。而通素八戒女是把大部分时间都花在编排教导静坐上。1959年，北榄寺祖师圆寂后。通素八戒女也患了子宫颈癌。詹·孔诺雍八戒女在她临终前的几个月，一直照顾她。并为她筹办了个适合的葬礼。:67–9

## 建立修行中心
北榄寺祖师1959年圆寂后，詹·孔诺雍八戒女将法身法门体系的传承，传递至在北榄寺里的新一代。 詹·孔诺雍八戒女在北榄寺里所居住的房子，很快就已无法再容纳她所有的弟子了，并募款新建一栋新的房子，称为“佛法实践之家”（Dhammaprasit House）[泰語：].:80詹·孔诺雍八戒女鼓励还在学习静坐者的弟子们，在完成学业后就剃度出家。其中一位弟子就是出家前的法胜大师，他在1969年剃度出家。:73 前来学习静坐的学生人数快速增长。至1975年时，已超越了在北榄寺里的新房子-佛法实践之家，所能容纳的人数。便开始启动新修行中心的计划。用来建立新修行中心的80英畝（320,000平方）田地，是由一位拥有泰国皇族血统的女地主名为（“坤莹”）帕亚帕塔颇萨·韦素哈提卜地（ Prayat Phaetayapongsa-visudhathibodi）所捐赠的。 虽然当时只有3,200泰铢（大约$80美金），:101–4 但是詹·孔诺雍八戒女还是带领着一群的学习静坐者，在这片新的土地上，逐渐兴建起一所修行中心了。并于1970年2月20日-万佛节当天，正式成立并名为 "佛轮修行中心”[泰語：; 'the Dhamma practice center of the Buddha-sphere'].法胜大师与詹·孔诺雍八戒女一起负责筹募建筑经费，另一位在家人，即日后剃度出家为施命大师，负责一切与建设有关的事宜。在寺院范围内的每条水道，都是志愿者自行挖掘的，且寺院里的树木也都是他们亲手栽种的。 在建寺初期，寺院各处土壤的酸性度都很高。:108 在种植树木的过程中，詹·孔诺雍八戒女，出现严重的营养不良症状，甚至一度濒临死亡。:157在获得妥善的医疗护理下，她逐渐恢复了健康。1978年，修行中心正式改名为“法身寺”。:656自80至90年代，法身寺经历了建寺院初期的艰辛，最终成为了在泰国最大的寺院。
在建设期间，詹·孔诺雍八戒女负责募款来支助建设修行中心，并以北榄寺祖师为看楷模，为住在寺院内的人员，立下该遵守的条规。例如：比丘必须要在公共的房间而非寮房接待客人等。:117–8 亚洲学者杰萨达·播办（Jesada Buaban）坚信，是詹·孔诺雍八戒女让法身寺变得那么有魅力的。因为当时泰国大部分的其他泰国寺院，都是以男性为主导，并没有女性担任领导的角色。

## 圆寂与传承
詹·孔诺雍八戒女曾在1996年至1997年住院，即便如此，晚年期间，她还活跃地参与寺院的事务。:153–6 2000年9月10日，她在曼谷的卡申列医院里，安详地离世，享年91岁。 为了让所有的人都有时间来瞻仰她。她的火化仪式延迟了一年多的时间，她的葬礼，于2002年2月3日进行时，有来自全泰国3万所寺院的25万位比丘，前来向她做最后的致敬。这还包括几位，来自国外僧团的僧王，也来参与此荼毗法会。 这种场面，对于一位泰国的八戒女来说，在当时是极其不可思议的。:507
2003年，法身寺建造了一座纪念堂，名为"大宝优婆夷詹·孔诺雍老奶奶纪念堂”，以缅怀詹·孔诺雍八戒女。那是一座六角形的金色建筑物，里面设有一间静坐禅堂和在禅堂内，也放置了一尊詹·孔诺雍八戒女生前等身金像。:201

## 传记
- Dhammakaya Foundation (2005). Second to None: The Biography of Khun Yay Maharatana Upasika Chandra Khon-nok-yoong （页面存档备份，存于）, Bangkok: Dhammakaya Foundation. ISBN 978-974-92746-6-8
- Surin Chaturapit, ed. (2012). Khun Yai's Teachings: Wisdom From an Enlightened Mind （页面存档备份，存于）, Bangkok: Dhammakaya Foundation
- 施命大师（2013）《 独一无二[]》, （巴统他尼府：法身基金会（英语：Wat_Phra_Dhammakaya#The_foundation））ISBN 974-88129-8-7